# Pinot meunier

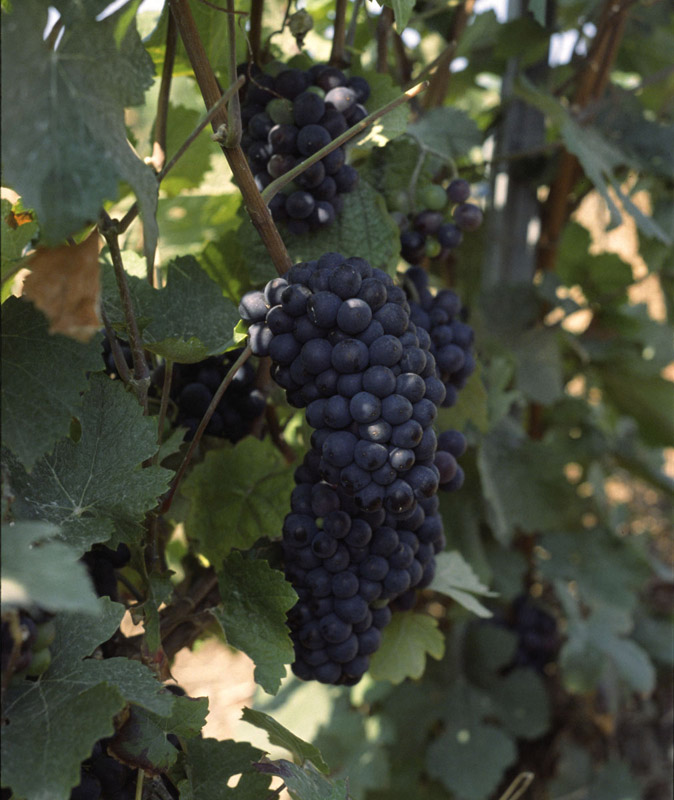
Pinot meunier-druif

De pinot meunier - ook bekend als schwarzriesling - is een blauw druivenras. De druif wordt gebruikt voor het maken van rode wijn en champagne. Bij champagne is de druif vooral bekend om zijn ondergeschikte rol qua naam, die in volume echter een prominente rol blijkt te zijn.

## Kenmerken
Een belangrijk kenmerk is de opbrengst die beter is dan pinot noir, de andere blauwe druif die voor champagne gebruikt wordt. De vroegrijpe druif is verder winterhard en bestand tegen voorjaarsvorst. Dit alles maakt hem een ideale druif voor het noorden van Frankrijk. De druif, die een DNA verwantschap lijkt te hebben met de pinot noir, pinot blanc en de pinot gris, geeft mooi zuur en veel fruit.
De wijn van de drie verschillende voor champagne gebruikte druivenrassen ondergaat een verschillende rijping waarbij de pinot meunier niet bijdraagt aan de harmonische rijping. In de duurdere champagnes, wijnen die bedoeld zijn om lang op vat en tijdens de prise de mousse in de fles op gist te rijpen, vindt men dan ook weinig of geen pinot meunier.
De meeste champagnehuizen zijn trots op hun pinot noir en chardonnay maar ook de pinot meunier, de minst gewaardeerde druif, kan bijdragen aan fruitige en harmonisch geassembleerde champagne. Champagnes met een hoog aandeel pinot meunier zijn in de 21e eeuw in de prijzen gevallen bij proeverijen.

## Gebieden
Het belangrijkste gebied is de Champagne en dan vooral het hart daarvan, het departement de Marne. Verder is de druif in Aisne en Aube van groot belang. Buiten de Champagnestreek komt men de druif tegen in de Loire en ook in Duitsland, Zuid-Afrika, Zwitserland, Nieuw-Zeeland, Australië en Californië. 

## Synoniemen[1]
- Auvergnat gris
- Auvernat gris
- Auvernat meunier
- Black Cluster
- Blanc meunier
- Blanche feuille
- Blaue Postitschtraube
- Blauer Riesling
- Bourgogne Miller's
- Carpinet
- Cerny mancuik
- Credinet
- Enfarine
- Farineux
- Farineux noir
- Fernaise
- Feuille blanche

- Fressillon
- Fromente
- Frühe Blaue Müellerrebe
- Frühe Müllerrebe
- Goujean
- Goujeau
- Gris meunier
- Meunier
- Meusnier
- Miller Grape
- Miller's Burgundy
- Miller's Grape
- Mlynarka
- Molnar toke
- Molnar toke kék
- Molnarszölö
- Molnir toke kék

- Morillon tacone
- Morillon taconne
- Morone farinaccio
- Moucnik
- Müller
- Müllerrebe
- Müllertraube
- Müllerweiss
- Mulfeurebe
- Munier
- Munier Grape
- Noirien de Vuilapans
- Noirin entarine
- Ordinäre Müllerrebe
- Pineau meunier
- Pino mene
- Pinot femelle

- Pinot negro
- Plant de Brie
- Plant meunier
- Plant munier
- Postitschtraube
- Rana modra mlinaria
- Rana modra mlinarica
- Rana modra molinaria
- Resseau
- Riesling noir
- Sarpinet
- Schwarzblaue Müllerrebe
- Schwarzer Riesling
- Schwarzriesling
- Trezillon
- Wrotham Pinot.

champagne · 
Dom Pérignon · 
champagnehuis · 
méthode traditionnelle · 
roséchampagne · 
rosé de saignée ·  
pinot noir · 
pinot meunier · 
chardonnay · 
voltis · 
échelle des crus · 
grand cru · 
premier cru · 
tête de cuvée · 
taille · 
Montagne de Reims · 
Côte des Blancs · 
coteaux champenois · 
alcoholische gisting · 
malolactische fermentatie · 
assemblage · 
réserve · 
liqueur de tirage · 
sur lattes · 
prise de mousse · 
mousse · 
à point · 
remuage · 
dégorgement · 
liqueur d'expédition · 
millésime · 
monocépage · 
clos · 
blanc de blancs · 
blanc de noirs · 
brut sans année · 
kometenwijn · 
cuvée de prestige · 
dosage · 
muselet · 
brut · 
formaat van champagneflessen · 
afkortingen op etiketten